# 伊希尼奧莫里尼戈將軍鎮

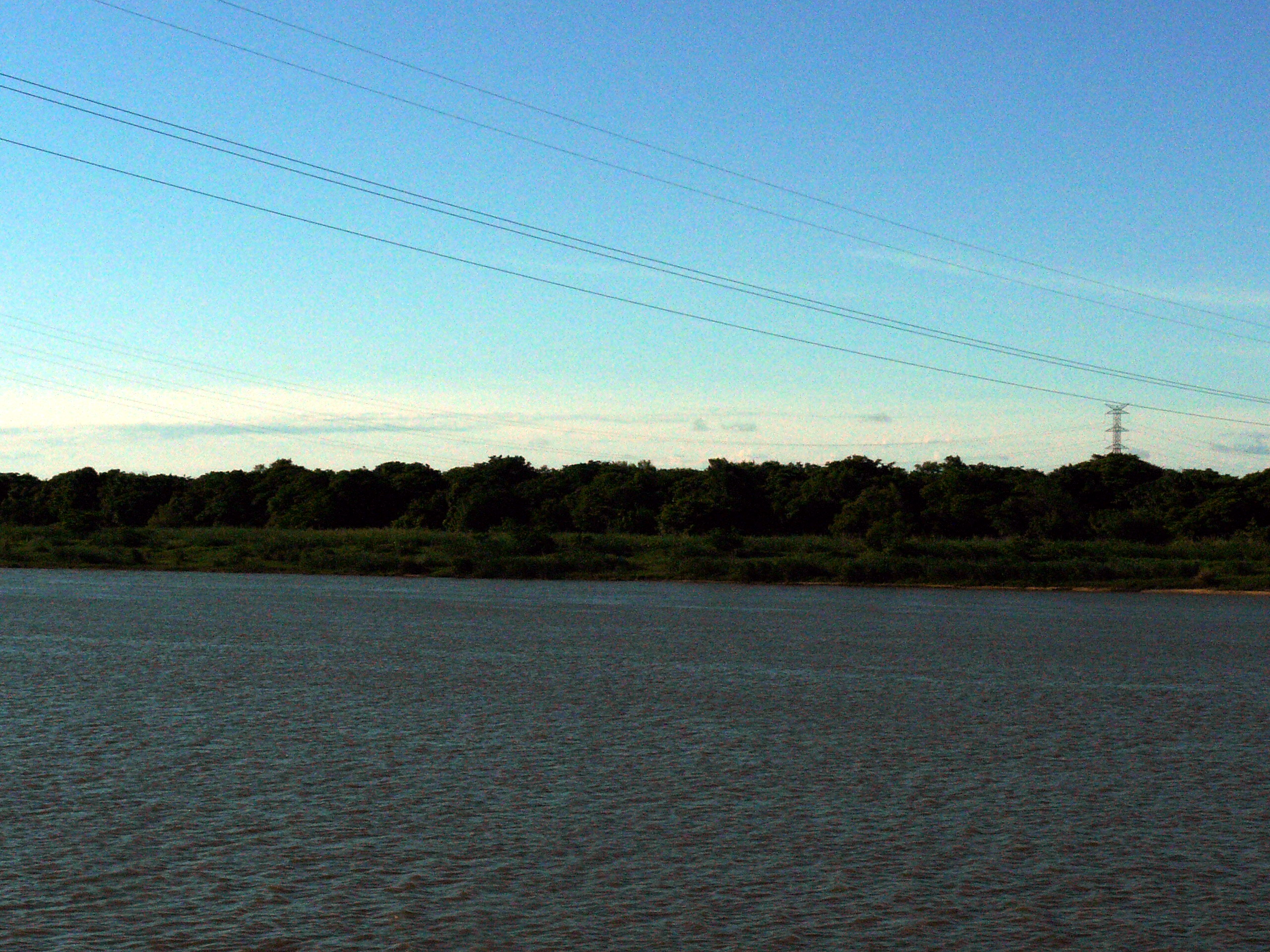

伊希尼奧莫里尼戈將軍鎮（西班牙語：General Higinio Morínigo），是巴拉圭的城鎮，位於該國東南部，由卡薩帕省負責管轄，始建於1958年1月28日，距離亞松森242公里，面積406平方公里，海拔高度341米，2002年人口6,176，人口密度每平方公里15.21人。该城镇以巴拉圭总统伊希尼奥·莫里尼戈的名字命名。